# Dracaena finlaysonii
Dracaena finlaysonii är en sparrisväxtart som beskrevs av John Gilbert Baker. Dracaena finlaysonii ingår i släktet dracenor, och familjen sparrisväxter. Inga underarter finns listade i Catalogue of Life.